# Електрофор

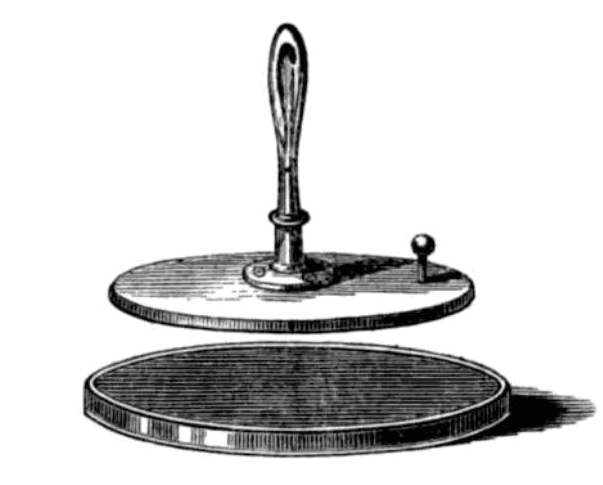
Електрофор, модель 1840-х років

Електрофор (від грецьких слів ήλεκτρον ("електрон"), та ϕέρω ("феро"), в перекладі "той, що приносить електрику" ) – найпростіший ручний ємнісний генератор що використовується для створення електричного заряду шляхом електростатичної індукції. Перший зразок подібного пристрою було винайдено у 1762 році шведським професором Юганом Карлом Вільке,
але італійський вчений Алессандро Вольта вдосконалив та популяризував цей пристрій у 1775 році і дав йому сучасну назву ,
через що його інколи помилково вважають винахідником цього приладу.

## Опис пристрою та принцип роботи
Електрофор складається з діелектричної та металевої пластин. Як діелектрик, на початку, використовувалися матеріали на основі смоли та воску, в сучасних конструкціях зазвичай застосовується пластмаса. На металевій пластині розміщена ізольована ручка
.
Спочатку, діелектрична пластина заряджається за допомогою трибоелектричного ефекту шляхом її тертя шматочком хутра або тканини. Цей процес, наприклад, можна описати як отримання діелектриком від'ємного електричного заряду через тертя (як показано на ілюстрації).
Після цього металева пластина кладеться на діелектричну. Діелектрик не може передати значну частину свого поверхневого заряду на металеву пластину через поганий електричний контакт між ними, зумовлений лише мікроскопічними зонами дотику з великим електричним опором. Замість цього, електричне поле зарядженого діелектрика спричиняє переорієнтацію (розділення) електричних зарядів на металевій пластині. В цілому, металева пластина залишається електрично нейтральною, але внаслідок цього процесу на ній утворюються дві зони електричних зарядів. Додатні заряди на пластині зміщуються в напрямку діелектрика і одна її сторона стає додатно зарядженою. Від'ємні заряди відштовхуються на іншу сторону, тим самим заряджаючи її від'ємно. Після цього, зовнішня сторона металевої пластини одноразово заземлюється (наприклад, дотиком пальця), що призводить до відтоку з неї від'ємного заряду. В результаті, на металевій пластині залишаються заряди лише одного знаку (в нашому випадку додатного).
Отриману заряджену пластину в подальшому можна зняти і використовувати для різноманітних експериментів. Оскільки в процесі роботи електрофору заряд на діелектрику не витрачається, металеву пластинку, після того як вона розрядиться, можна знову покласти на діелектрик і ще раз її зарядити. В принципі, цей процес можна повторювати довільну кількість разів, що дає змогу отримати на металевій пластині практично нескінченну кількість наведеного електричного заряду з лише одного заряду діелектрика. З цієї причини Вольта назвав цей прилад elettroforo perpetuo (вічне джерело електрики).
Але на практиці, електричний заряд діелектрика врешті-решт зникає (зазвичай впродовж декількох днів) за рахунок витоків з діелектричної пластини через її поверхню або оточуюче повітря що призводить до рекомбінації розділених електричних зарядів та їх нейтралізації.
Один з найбільших будь коли існувавших електрофорів було побудовано у 1777 році німецьким вченим Георгом Крістофом Ліхтенбергом. Він був близько 2 м в діаметрі. Металева пластина піднімалась та опускалась за допомогою системи блоків. За свідченнями, він міг створювати розряди довжиною до 38 см. Ліхтенберг використовував свій прилад для створення дивних деревоподібник зображень, відомих як фігури Ліхтенберга.
Існують свідчення про створення в минулому електрофорів з діаметром пластин понад 3 м.

## Джерело електричних зарядів
Оскільки у Всесвіті існує закон збереження електричного заряду, електрофор в процесі роботи лише розділяє додатні і від'ємні заряди між собою. Заряди одного знаку (додатні або від'ємні) зберігаються на металевій пластині, а протилежні заряди, після заземлення цієї пластини, зберігаються на іншому об'єкті (у землі або на людині яка доторкнулася до пластини). Це розділення вимагає витрат енергії, оскільки електричні заряди різних знаків притягуються між собою, і тому потребує виконання механічної роботи. Робота виконується шляхом піднімання зарядженої металевої пластини з поверхні протилежно зарядженого діелектрика, внаслідок чого система отримує додаткову потенційну енергію у вигляді розділених електричних зарядів. Тому піднімання металевої пластини призводить до появи напруги між нею та діелектриком.
Тому, фактично, електрофор є ручним електростатичним генератором, що використовує принцип електростатичної індукції так само як і електрофорна машина або генератор Ван де Граафа.